# Kauzen-Bräu
Kauzen-Bräu é uma cervejaria na Baixa Francônia em Ochsenfurt, Baviera.
A Kauzen-Bräu está desde 1809 em propriedade particular. Produz anualmente 60.000 hectolitros.
A Kauzen-Bräu é membro desde 1 de agosto de 1972 da Die Freien Brauer e membro fundador da Bayerischer Brauerbund. 